# Soukromé životy Pippy Lee
Soukromé životy Pippy Lee (v anglickém originále The Private Lives of Pippa Lee) je americký film z roku 2009 režisérky Rebeccy Millerové. Scénář je založen na její stejnojmenné knize. Hlavní postavu Pippy Lee ztvárnila Robin Wright Penn.

## Děj
Už od narození je Pippa, která se narodila s hustým ochlupením po těle, odmítána matkou Suky. Postupem času se ale matka s dcerou sblíží, zejména následkem obsedantního chování matky, na které Pippa dohlíží. Když Pippa zjistí, že matčino chování je důsledkem závislosti na amfetaminech, snaží se s matkou mluvit o svých pocitech z její závislosti. Když se matka po krátké abstinenci znovu vrátí k užívání prášků, Pippa rovněž nějaké požije. Vše vyústí v Pippin útěk z domova. Matka na ni při odchodu zavolá: "Vždycky jsem tě nenáviděla." Pippa nalezne útočiště u sestry svého otce Trish v New Yorku. Je překvapená, když zjistí, že její teta je lesba, jež žije s fotografkou Kat, která se specializuje na focení lesbických sadomasochistických scén. Pippa padne pod Katin vliv a stane se její fotomodelkou. Jednou se ale Trish vrátí dřív domů a najde Kat, jak fotí Pippu, která se podílí na erotických scénách. Pippa odejde i od Trish a další cestu hledá s pomocí několika bohémů.
Po čase Pippa spolu s přáteli navštíví party v domě na pláži, kde se seznámí s o třicet let starším Herbem Leem. Po krátkém přátelství s Herbem se Pippa začne cítit "pod ochranou", Herb přijme její starý životní styl. Po čase Herb oznámí Pippě, že se rozhodl rozvést se svou manželkou Gigi a vzít si ji.
Pippa a Herb navštíví Gigi na poslední večeři před tím, než se oficiálně rozvedou. Na večeři Gigi, která do té doby vypadala civilizovaně a že je s rozvodem vyrovnaná, vytáhne zbraň, zamíří s ní na své hosty a pak si ji strčí do úst, vystřelí a zabije se.
Pippa si s pocitem viny vezme Herba a následujících dvacet let spolu se svými dvěma dětmi pokojně žijí, dokud Herba nezasáhne několik infarktů, což rodinu přiměje přestěhovat se z bytu na Manhattanu do komunity důchodců na předměstí v Connecticutu. Tam se u Pippy projeví poruchy spánku. Protože je zdaleka nejmladší z místních obyvatel, začne být znuděná a neklidná. Jednoho dne potká o mnoho let mladšího odtažitého syna své sousedky Chrise. Stanou se z nich přátelé. Pippa později zjistí, že její kamarádka Sandra Dullesová má poměr s Herbem. Zároveň se rozvíjí Pippin vztah s Chrisem. Pippa s Herbem se začnou domlouvat na rozvodu, ale Pippa pak Herba nalezne po dalším infarktu. Pippa potom jde s Chrisem na prázdné baseballové hřiště, společně se potom modlí za Herba. Nakonec spolu mají pohlavní styk.
Později se Pippa dozví, že Herb žije pouze díky podpoře života pomocí přístrojů. Pippa spolu s dcerou odjede domů a synovi pak lékaři oznámí, že Herb již nejeví známky mozkové aktivity. Pippa mezitím vyřeší svůj složitý vztah s dcerou. Následující den ráno je Herb odpojen od přístrojů. Pippa dětem řekne, ať si z domu vezmou, co chtějí a že zbytek věnuje charitě. Také jim oznámí, že ona sama se nebude starat o Herbův pohřeb. Po krátkém rozloučení Pippa odejde s Chrisem.

## Obsazení
| Robin Wright Penn  | Pippa Lee       |
| Blake Lively       | náctiletá Pippa |
| Keanu Reeves       | Chris           |
| Alan Arkin         | Herb Lee        |
| Monica Bellucciová | Gigi Lee        |
| Julianne Moore     | Kat             |
| Robin Weigert      | Trish           |
| Maria Bello        | Suky Sarkissian |
| Tim Guinee         | Des Sarkissian  |
| Winona Ryder       | Sandra Dulles   |
| Zoe Kazan          | Grace Lee       |